# Liguorianer-Seufzer-Polka
Ligourianer-Seufzer-Polka, op. 57, är en polka (Scherz-Polka) av Johann Strauss den yngre. Den spelades första gången den 3 juni 1848 i Wien.

## Historia
När revolutionen nådde Wien den 13 mars 1848 var Johann Strauss den yngre fortfarande på sin orkesterturné i Bukarest. Ett andra våldsamt uppror i maj sammanföll med hans återkomst till huvudstaden. Till skillnad från fadern Johann Strauss den äldre sympatiserade Strauss d.y. med studenterna och den revolutionära rörelsen. Han hyste sympatier med revolutionen och revolutionärerna, men deltog aldrig aktivt i striderna på barrikaderna. Det turbulenta politiska läget i Wien inspirerade honom till ett antal pro-revolutionära kompositioner, däribland den muntra och satiriska polkan Liguorianer-Seufzer-Polka. Polkan har namn efter liguorianerna, en jesuitorden mer känd som Redemptorister. De var allmänt avskydda i Wien då de understödde kansler Klemens von Metternichs hatade polisstat. Efter revolutionens utbrott i mars förvisades liguorianerna tillfälligt ur staden. Folkmassor samlades nedanför fönstren till personer som på något sätt hade stött regimen och störde nattron genom att vissla, trumma och föra oljud (tyska: "Katzenmusik). Under suckar och stön (tyska: Seufzer) lämnade de staden. Strauss tog tillfället i akt att förlöjliga dem med sin "skämt-polka". I musiken ingår dessutom ett avsnitt som orkestermedlemmarna ska framsjunga: i polkans trio återfinns orden "Ligouri ci gouri gouriani ani ani" som hånar redemptisternas grundare, den då nyligen helgonförklarade Alfonso dei Liguori. Även diverse oljud att utföras av musikerna är inskrivna i noterna.
Inte oväntat mottogs polkan med stor entusiasm av wienarna då Strauss framförde verket för första gången den 3 juni 1848 på krogen Zur blauen Flasche i stadsdelen Lerchenfeld. På framsidan av klaverutdraget visades hur munkarna lämnar Wien och faller ner i helvetet, där djävulen fångar upp dem i ett stort nät. Två ungdomar klättrar upp på ett rep till de levandes värld får representera deras försök att återvända till Wien. Efter att revolutionen hade slagits ned lär de återstående kopiorna av polkan ha beslagtagits av polisen.

## Om polkan
Speltiden är ca 3 minuter och 51 sekunder plus minus några sekunder beroende på dirigentens musikaliska tolkning.

## Weblänkar
- Dynastin Strauss 1848 med kommentarer om Ligourianer-Seufzer-Polka.
- Ligourianer-Seufzer-Polka i Naxos-utgåvan.